# 倭仁
倭仁（穆麟德轉寫：Wesin，1804年—1871年），字艮峰，烏齊格里氏，蒙古正紅旗人，进士出身。晚清政治家、理學家、學者、儒生、保守派代表。

## 生平
倭仁出身蒙古正红旗旗人家庭，成长于河南开封，道光九年（1829年）的進士，選庶吉士，授編修。曾歷中允、侍講、侍讀、庶子、侍講學士、侍讀學士。二十二年，擢詹事。二十四年遷大理寺卿。同治十年，晉文華殿大學士，以疾再乞休。尋卒，贈太保，入祀賢良祠，諡文端。
同治六年，同文館議考選正途五品以下京外官入館肄習天文算學，聘西人為教習。在奏摺中倭仁強烈提出：「立國之道，尚禮義，不尚權謀；根本之途，在人心，不在技藝。」他對外籍教師是否真的會全心全意來培訓國人成才也表示懷疑：「今求之一藝之末，而又奉夷人為師，無論夷人詭譎，未必傳其精巧，即使教者誠教，學者誠學，所成就者不過術數之士。」 在洋務運動的當口強烈反對中國儒生奉「夷人」為師。
倭仁亦為清末理學領袖，與曾國藩、李棠階、吳廷棟、何桂珍、竇垿講求宋儒之學。後曾國藩平定太平天國之亂，為清廷中興名臣之冠；倭仁作帝師，正色不阿；李棠階、吳廷棟亦卓然有以自見焉。道光末年，曾国藩常与倭仁切磋理学， 倭仁教曾国藩写日课，曾国藩当天即开始，“亦照艮峰样，每日一念一事，皆写之于册，以便触目克治”。曾国藩请倭仁批阅指教，倭仁表示曾应“扫除一切，须另换一个人”，曾“读之悚然汗下”，以此为“药石之言”。
倭仁生活简朴，反对奢侈浪费，曾创立“吃糠会”，冬天衣服多次打补丁。姻家赠送千两银子遭倭仁拒绝。倭仁著有遺書十三卷。

## 家庭
子福咸，江蘇鹽法道，署安徽徽寧池太廣道，咸豐十年，因為太平軍攻寧國為清廷殉，贈太僕寺卿，騎都尉世職；福裕，奉天府府尹。從子福潤，安徽巡撫。光緒二十六年，外國兵入京師，闔家死焉。

## 影響
倭仁被後世目為當時保守勢力的代表，為其階層利益說話。倭仁認為要解決培訓中國人才的問題，要從中國本身著手，深入了解中國的實況，而外國教習不清楚中國環境，盲目將歐洲所學移植到中國土壤上，主張可能會成效不彰等。
受此風氣，當時中國廣大的士人，亦不免有類似倭仁言論的顧慮，在馮桂芬看來，他們應該是從全國各地選拔的才氣煥發的學子，應該「聘西人課以諸國語言文字，又聘內地名師課以經史等學，兼習算學」。這種「重視西學，但絕不可忽視中學」的想法，慢慢形成了日後張之洞的「中體西用」學說。

## 延伸阅读
[在维基数据编辑]
 《清史稿·卷391》，出自趙爾巽《清史稿》